# Dorat Road
Dorat Road - droga stanowa nr 23 o długości 65 km w Australii, na obszarze Terytorium Północnego. Łączy drogę Stuart Highway w miejscowości Adelaide River, z miejscowością Hayes Creek, położonej również na Stuart Highway. Przebiega na zachodnim obrzeżu parku narodowego Litchfield.